# Arne Ljusberg
Kjell Arne Roland Ljusberg, född 9 juni 1938 i Hede i Härjedalen, död 13 oktober 1990 i Hede, var en svensk musiklärare, tecknare, kompositör, musiker och sångare. Han var äldre bror till vissångaren Ewert Ljusberg.

## Biografi
Från Hede kom Ljusberg till samrealskolan i Sveg, och var med och startade skolorkestern "The Sam Band" tillsammans med Bengt Nyström (gitarr), Jörn Granberg (trumpet), Helge Wallin (elgitarr), Birger Ohlsson (ståbas och även trombon), Gunnar Jonsson (trummor och piano då ett stämt sådant fanns att tillgå). "The Sam Band" var ibland också utfyllnad till Sone Bangers orkester.
Arne Ljusberg var en allround-musiker under skoltiden, som i första hand spelade dragspelsjazz men som även blev duktig på klarinett och saxofon – perfekt i ett litet skolband som mest hade spelningar på Härjedalens bygdegårdar med en publik som ville ha en blandning av gammalt och modernt.
Ljusberg spelade i dansbandet Mixers, och gjorde skivor tillsammans med brodern Ewert, med P-A Larsson samt i eget namn. Han tonsatte även texter av Alf Henrikson, till exempel på LP-skivan Arne Ljusberg föredrar Alf Henrikson (1982). Under flera år spelade han med Billey Shamrock. Tillsammans med sin bror Ewert utgav han 1978 diktsamlingen U hunnsmjölsposson: dikter på härjedalsmål.
Arne Ljusberg var även vicepresident i Republiken Jamtland.